# Colin Edwin
Colin Edwin (ur. 2 lipca 1970 w Melbourne) – australijski muzyk, kompozytor i basista. W latach 1993-2010 był basistą grupy muzycznej Porcupine Tree. Jest członkiem zespołów Ex-Wise Heads i Random Noise Generator.

## Dyskografia
- Solo:
- Colin Edwin – Third Vessel (2009, Hard World Records)[1]
- Colin Edwin – PVZ (2012, Porcupine Tree Download Store)
- Colin Edwin, Jon Durant – Burnt Belief (2012, Alchemy Records)
- Colin Edwin, Alessandro Pedretti – Endless Tapes (2013, Hard World Records)
- Colin Edwin, Lorenzo Feliciati – Twinscapes (2014, RareNoise Records)
- Colin Edwin, Jon Durant (Burnt Belief) – Etymology (2014, Alchemy Records)
- Ex-Wise Heads:
- Ex-Wise Heads – Everything Is Hear (1998, Burning Shed)
- Ex-Wise Heads – No Grey Matter (2000, Hidden Art)
- Ex-Wise Heads – Time And Emotion Study (2002, Hard World Records)
- Ex-Wise Heads – Holding Up The Sky (2006, Hard World Records)
- Ex-Wise Heads – Celestial Disclosure (2007, Tonefloat)[2]
- Ex-Wise Heads – Grounded [EP] (2007, none)
- Ex-Wise Heads – Liquid Assets (2008, Hard World Records)
- Ex-Wise Heads – Schemata (2011, Hard World Records)
- Random Noise Generation
- Random Noise Generation – Random Noise Generation (2004)
- Porcupine Tree (wybrana):
- Porcupine Tree – In Absentia (2002, Lava Records)
- Porcupine Tree – Deadwing (2005, Lava Records)
- Porcupine Tree – Fear of a Blank Planet (2007, Roadrunner Records)
- Porcupine Tree – The Incident (2009, Roadrunner Records)